# 锤瓣卷蛾属
锤瓣卷蛾属（学名：Transita）是卷蛾科下的一个属。

## 下属物种
本属包括以下物种：
- 灰锤瓣卷蛾 Transita exaesia Diakonoff, 1976[2]